# 森下篤史
森下 篤史（もりした あつし、1947年2月13日 - ）は、日本の実業家。テンポスホールディングス創業者で、同社代表取締役社長。元あさくま代表取締役。

## 人物・来歴
静岡県磐田郡水窪町（現浜松市天竜区）のお茶農家の家に生まれ、愛知県立新城高等学校を経て、1971年静岡大学教育学部卒業、同年東京電気（現東芝テック）入社。1997年テンポスバスターズ設立。2006年あさくまと資本提携を締結し、あさくま取締役に就任。2009年あさくま代表取締役。2017年持株会社化してテンポスホールディングスに商号変更し、同社代表取締役社長に就任。2019年親子上場であさくまをJASDAQに上場。

## テレビ出演
- 日経スペシャル カンブリア宮殿 会社は社員が活躍する舞台！ "社員が変わる"驚きの企業再生術！（2015年8月20日、テレビ東京）[10]

## 著書
- 『「戦いモード」で会社が変わる 実践!「武士道」の成功法則』（2004年5月24日、PHP研究所）ISBN 9784569636634